# Mai Dịch
Mai Dịch (tên bằng chữ nho: 梅 驛) là một phường thuộc quận Cầu Giấy, thành phố Hà Nội, Việt Nam.

## Địa lý
Phường Mai Dịch nằm ở phía tây quận Cầu Giấy, có vị trí địa lý:
- Phía đông giáp phường Dịch Vọng Hậu
- Phía tây giáp quận Bắc Từ Liêm và quận Nam Từ Liêm
- Phía nam giáp quận Nam Từ Liêm
- Phía bắc giáp quận Bắc Từ Liêm.

Phường có diện tích 2,02 km², dân số năm 2022 là 40.527 người, mật độ dân số đạt 20.062 người/km².

## Lịch sử
Trước đây, Mai Dịch là một xã thuộc huyện Từ Liêm cũ.
Ngày 13 tháng 10 năm 1982, Hội đồng Bộ trưởng ban hành Quyết định số 173-HĐBT. Theo đó, thành lập thị trấn Cầu Diễn trên cơ sở tách một phần diện tích và dân số của ba xã Mai Dịch, Phú Minh và Mỹ Đình.
Ngày 17 tháng 9 năm 1990, thành lập thị trấn Mai Dịch trên cơ sở giải thể xã Mai Dịch và điều chỉnh một phần diện tích, dân số của thị trấn Cầu Diễn.
Ngày 22 tháng 11 năm 1996, Chính phủ ban hành Nghị định 74-CP. Theo đó, chuyển thị trấn Mai Dịch về quận Cầu Giấy mới thành lập và thành lập phường Mai Dịch trên cơ sở toàn bộ 208,4 ha diện tích tự nhiên, 13.087 người của thị trấn Mai Dịch.
Ngày 27 tháng 4 năm 2021, Ủy ban Thường vụ Quốc hội ban hành Nghị quyết số 1263/NQ-UBTVQH14 (nghị quyết có hiệu lực từ ngày 1 tháng 7 năm 2021). Theo đó, điều chỉnh 1,86 ha diện tích tự nhiên tổ dân phố số 28 do phường Mai Dịch quản lý hành chính đang thuộc địa giới hành chính của phường Mỹ Đình 2, quận Nam Từ Liêm vào phường Mai Dịch.
Sau khi điều chỉnh địa giới hành chính, phường Mai Dịch có diện tích 2,02 km², dân số là 40.511 người.